# Mark Lenard
Mark Lenard, pseudonimo di Leonard Rosenson (Chicago, 15 ottobre 1924 – New York, 22 novembre 1996), è stato un attore statunitense.

## Biografia
Figlio di Abraham Rosenson, un immigrato ebreo russo, Lenard crebbe nella piccola città di South Haven, nel Michigan, dove la sua famiglia gestiva una struttura turistica. Nel 1943 si arruolò nell'esercito degli Stati Uniti, seguendo l'addestramento per diventare paracadutista durante la seconda guerra mondiale, ma non venne inviato al fronte e fu congedato nel 1946 con il grado di sergente tecnico. Dopo le prime esperienze come attore mentre si trovava ancora nell'esercito, conseguì un master presso l'Università del Michigan e si trasferì a New York, dove il suo primo ruolo degno di nota fu quello di Conrad nella produzione di Molto rumore per nulla diretta e interpretata da John Gielgud, in scena a Broadway nel 1959. 
Alla metà degli anni sessanta, Lenard si stabilì a Los Angeles, dove debuttò sugli schermi cinematografici interpretando uno dei tre Re Magi nell'epopea biblica La più grande storia mai raccontata (1965) di George Stevens. In seguito apparve in un breve ruolo nel western Impiccalo più in alto (1968) di Ted Post, con Clint Eastwood e Inger Stevens.
La fama di Mark Lenard è legata alla sua partecipazione al franchise fantascientifico di Star Trek. La sua prima apparizione nella serie classica fu nell'episodio della prima stagione intitolato La navicella invisibile (1966), in cui interpretò il comandante romulano che, a bordo della sua nave spaziale, ingaggia un duello di astuzia e tattica con il capitano Kirk, comandante dell'Enterprise. La seconda apparizione di Lenard fu nella stagione successiva, nell'episodio Viaggio a Babel (1967), in cui impersonò l'ambasciatore vulcaniano Sarek, padre del primo ufficiale Spock (Leonard Nimoy). Nell'occasione l'attore seppe disegnare un personaggio che entrò nel cuore dei fan della serie, con un'interpretazione controllata e sapientemente limitata a poche manifestazioni esteriori. 
Lenard portò il suo contributo anche alla serie animata della saga, prestando la voce a Sarek nell'episodio Viaggio a ritroso nel tempo (1973), e successivamente sul grande schermo in alcuni film. Interpretò un Klingon nella pellicola Star Trek (1979), ruolo grazie al quale divenne il primo attore della saga ad aver interpretato un Romulano, un Vulcaniano e un Klingon. In seguito riprese il ruolo di Sarek in tre successivi film di Star Trek: Star Trek III - Alla ricerca di Spock (1984), Rotta verso la Terra (1986) e Rotta verso l'ignoto (1991), e prestò nuovamente la voce al personaggio in una breve sequenza in flashback in Star Trek V - L'ultima frontiera (1989). Tornò sul piccolo schermo impersonando Sarek ormai anziano in due episodi della serie Star Trek: The Next Generation, girati nel 1990 e nel 1991.
Lenard fu un prolifico attore televisivo per oltre tre decenni, con apparizioni in numerose altre serie di successo. Tra queste, Missione impossibile, di cui interpretò 4 episodi tra il 1966 e il 1970, uno dei quali proprio accanto a Leonard Nimoy, la sitcom Arrivano le spose (1968-1970), nel ruolo di Aaron Stempel, Il pianeta delle scimmie (1974), nel ruolo dell'ostile gorilla Urko. Recitò inoltre in un episodio della serie La casa nella prateria (1976), interpretando Peter Ingalls, fratello maggiore del protagonista Charles Ingalls (Michael Landon).
Tra le sue ultime apparizioni televisive, da ricordare quella nella miniserie storica The Radicals (1990), che raccontava gli inizi del movimento svizzero anabattista nel XVI secolo, in cui interpretò il personaggio di Eberhard Hoffman, un vescovo cattolico che funge da procuratore nel processo al suo ex abate Michael Sattler. Ritiratosi poco dopo dalle scene, Lenard morì a New York nel 1996, all'età di 72 anni, per un mieloma multiplo.

## Filmografia parziale

### Cinema
- La più grande storia mai raccontata (The Greatest Story Ever Told), regia di George Stevens (1965)
- Impiccalo più in alto (Hang 'Em High), regia di Ted Post (1968)
- Noon Sunday, regia di Terry Bourke (1970)
- Io e Annie (Annie Hall), regia di Woody Allen (1977)
- Star Trek (Star Trek: The Motion Picture), regia di Robert Wise (1979)
- Star Trek III - Alla ricerca di Spock (Star Trek III: The Search for Spock), regia di Leonard Nimoy (1984)
- Rotta verso la Terra (Star Trek IV: The Voyage Home), regia di Leonard Nimoy (1986)
- Star Trek V - L'ultima frontiera (Star Trek V: The Final Frontier), regia di William Shatner (1989)
- Rotta verso l'ignoto (Star Trek VI: The Undiscovered Country), regia di Nicholas Meyer (1991)

### Televisione
- The DuPont Show of the Month – serie TV, 2 episodi (1959-1961)
- The DuPont Show of the Week – serie TV, 1 episodio (1961)
- Armstrong Circle Theatre – serie TV, 2 episodi (1960-1962)
- La parola alla difesa (The Defenders) – serie TV, 1 episodio (1964)
- The Nurses – serie TV, episodio 2x36 (1964)
- Codice Gerico (Jericho) – serie TV, episodio 1x12 (1966)
- Missione impossibile (Mission: Impossible) – serie TV, 4 episodi (1966-1970)
- Iron Horse – serie TV, episodio 1x30 (1967)
- Squadra speciale anticrimine (The Felony Squad) – serie TV, episodio 2x08 (1967)
- Star Trek – serie TV, episodi 1x14-2x10 (1966-1967)
- Selvaggio west (The Wild Wild West) – serie TV, episodio 3x14 (1967)
- Al banco della difesa (Judd for the Defense) – serie TV, 1 episodio (1967)
- I giorni di Bryan (Run for Your Life) – serie TV, episodio 3x16 (1968)
- Gunsmoke – serie TV, episodio 13x18 (1968)
- Cimarron Strip – serie TV, episodio 1x23 (1968)
- Operazione ladro (It Takes a Thief) – serie TV, 1 episodio (1968)
- Arrivano le spose (Here Come the Brides) – serie TV, 52 episodi (1968-1970)
- Insight – serie TV, 1 episodio (1970)
- Due onesti fuorilegge (Alias Smith and Jones) – serie TV, 1 episodio (1971)
- A tutte le auto della polizia (The Rookies) – serie TV, 1 episodio (1972)
- Mannix – serie TV, 1 episodio (1973)
- Il mago (The Magician) – serie TV, 1 episodio (1974)
- Hawaii Squadra Cinque Zero (Hawaii Five-O) – serie TV, 4 episodi (1969-1977)
- Il pianeta delle scimmie (Planet of the Apes) – serie TV, 11 episodi (1974)
- La casa nella prateria (Little House on the Prairie) – serie TV, episodio 3x06 (1976)
- The Bob Newhart Show – serie TV, 1 episodio (1977)
- Alla conquista del West (How the West Was Won) – serie TV, 1 episodio (1979)
- L'incredibile Hulk (The Incredible Hulk) – serie TV, 1 episodio (1979)
- Buck Rogers (Buck Rogers in the 25th Century) – serie TV, 1 episodio (1981)
- Dimensione Alfa (Otherworld) – serie TV, 1 episodio (1985)
- Star Trek: The Next Generation – serie TV, episodi 3x3x23-5x07 (1990-1991) - Sarek
- L'ispettore Tibbs (In the Heat of the Night) – serie TV, 1 episodio (1993)

## Doppiatori italiani
Nelle versioni in italiano delle opere in cui ha recitato, Mark Lenard è stato doppiato da:
- Giuseppe Rinaldi in Star Trek III - Alla ricerca di Spock
- Bruno Slaviero in Star Trek (ep. 2x10)
- Giulio Panicali in Impiccalo più in alto
- Sandro Iovino in Arrivano le spose
- Renzo Stacchi ne Il pianeta delle scimmie
- Mauro Bosco in La casa nella prateria
- Pino Locchi in Rotta verso la Terra
- Sergio Graziani in Star Trek: The Next Generation
- Vincenzo Ferro in Rotta verso l'ignoto